# Ctenitis melanosticta
Ctenitis melanosticta är en träjonväxtart som först beskrevs av Kze., och fick sitt nu gällande namn av Edwin Bingham Copeland. Ctenitis melanosticta ingår i släktet Ctenitis och familjen Dryopteridaceae. Inga underarter finns listade.